# Миливој Каракашевић (књижар)
Миливој Каракашевић (Мол, 1852 — Сомбор, 1931) био је српски књижар и издавач.

## Биографија
Миливој Каракашевић рођен је 1852. године у племићкој грнчарској породици у Молу. Трговачки занат учио је код Браће Мичин у Белој Цркви у Банату. Касније је радио у Бечеју, Новом Саду и Зрењанину. У Новом Саду упознао се са истакнутим политичарима и радницима и заједно са њима је радио на развијању националне свести и народном просвећивању. Учествовао је у оснивању прве друштвене организације трговачке омладине за осигурање у болести. Изабран је за тајника тог удружења. Седамдесетих година деветнаестог века долази у Сомбор и отвара малу галантеријску радњу, али убрзо одлучује да се бави књижарством јер му је оно давало шире могућности за национални културни рад. Био је оснивач прве српске књижаре у Сомбору.
Поред књижарства бавио се и привредним, политичким и културним радом. На Великој народној скупштини, одржаној у Новом Саду 25. новембра 1918. године, био је један од сомборских делегата. Годинама је радио као повереник Матице српске, благајник сомборске Српске читаонице, члан месног позоришног одбора, управник Извозног парног млина, члан Управног одбора сомборске Трговачке и занатлијске банке и потпредседник Српског трговачког деоничког друштва у Новом Саду.
Умире 1931. године у Сомбору.

## Књижара
Своју прву књижару Каракашевић је отворио 1877. године у кући Симе Бикара на Тргу Светог Ђорђа у Сомбору. Књижара се звала Златно писмо, а како је писала новосадска Застава, циљ је био растуривање српских ваљаних листова и корисних књига. Књижара је радила пуних 46 година, а током свог постојања селила се више пута па је тако једно време била у згради Трговачке и занатске банке (данашњи Певачки дом у Сомбору), затим у кући Паланачких и, на крају, у кући Лазе Костића који га у писму из 1907. године назива мој укућанин Каракаш. Књижара убрзо постаје место окупљања сомборске интелектуалне елите, те су у њу свраћали угледни српски професори, књижевници, учитељи, чиновници, гимназисти, глумци, студенти и сви они који су били посвећени српској књизи и култури. Поред продаје књига бавила се издаваштвом. До Првог светског рата, заједно са књижарама браће Јовановић у Панчеву и Арсе Пајевића у Новом Саду, била је најзначајнији издавач српских књига у Војводини.
Каракашевић је био први који је имао уличног продавца књига, Милана Влашкалића (чика Маша). Он је продавао књиге на улици по вашарима и пијацама, међутим то није била висока литература већ песмарице, молитвеници, календари, сановници и слично.

## Издавачка делатност
Књижара Миливоја Каракашевића објављивала је уџбенике, часописе и научна и књижевна дела, пре свега, сомборских писаца (Петар Деспотовић, Војслав Вук Бакић, Димитрије Клицин, Јован Благојевић, поп-Димитрије Поповић, Мита Петровић, Мита Поповић и други). У издању књижаре штампано је преко 60 књига и уџбеника.
Током пуне 34 године Каракашевић је у Сомбору издавао лист за српску младеж Голуб. Уз Змајев Невен, Голуб је представљао најбољи српски дечији књижевни часопис. У њему су своје прве или ране радове објављивали Јован Дучић, Јанко Веселиновић, Алекса Шантић, Бора Станковић, Војслав Илић, Бранислав Нушић, Милош Црњански и други. Током 1880. и 1881. Кракашевић је издавао Родољуб, први сомборски недељни лист за народну просвету, привреду и забаву на српском језику.

## Литераура
- Петар Јоновић: Српско књижарство: зборник радова из историје српског књижарства. Нови Сад: Прометеј, 1997.